# Віндзорський замок
Віндзо́рський замок (англ. Windsor Castle) — королівський палац в Англії, історія якого сягає до часів Нормандського завоювання Англії. Нині замок — офіційна резиденція британських монархів у Віндзорі (графство Беркшир) над Темзою. Серед усіх європейських замків визначається найдовшою історією заселення — ще з епохи Генріха I.

## Історія

План Віндзорського Замку.
- A: Кругла вежа (Round Tower),
- B: Верхній вард, чотирикутник (The Upper Ward, The Quadrangle),
- C: Державні апартаменти (The State Apartments),
- D: Приватні апартаменти (Private Apartments),
- E: Південне крило (South Wing),
- F: Нижній вард (Lower Ward),
- G: Каплиця св. Джорджа (St George's Chapel),
- H: Клуатр підкови (Horseshoe Cloister),
- K: Ворота ім. Короля Генрі VIII (King Henry VIII Gate),
- L: Довга алея (The Long Walk),
- M: Ворота Норман (Norman Gate),
- N: Північна тераса (North Terrace),
- O: Вежа ім. Едварда III (Edward III Tower),
- T: Комендантська вежа (The Curfew Tower)

Сам замок — місце історичних подій. За Першої баронської війни (1215—1217) Віндзорський замок вцілів за облоги баронами; за Громадянської війни в Англії (1642—1646) — штаб-квартира Парламенту.
У комплекс Віндзорського замку, розташованого на п'ятигектарній площі, входять фортифікаційні споруди, палац і містечко. Оскільки палац комплектувався поетапно, у ньому поєднано різні архітектурні стилі: георгіанський, вікторіанський і готичний. 
Замок реконструйовано після пожежі 1992 року.

## Галерея

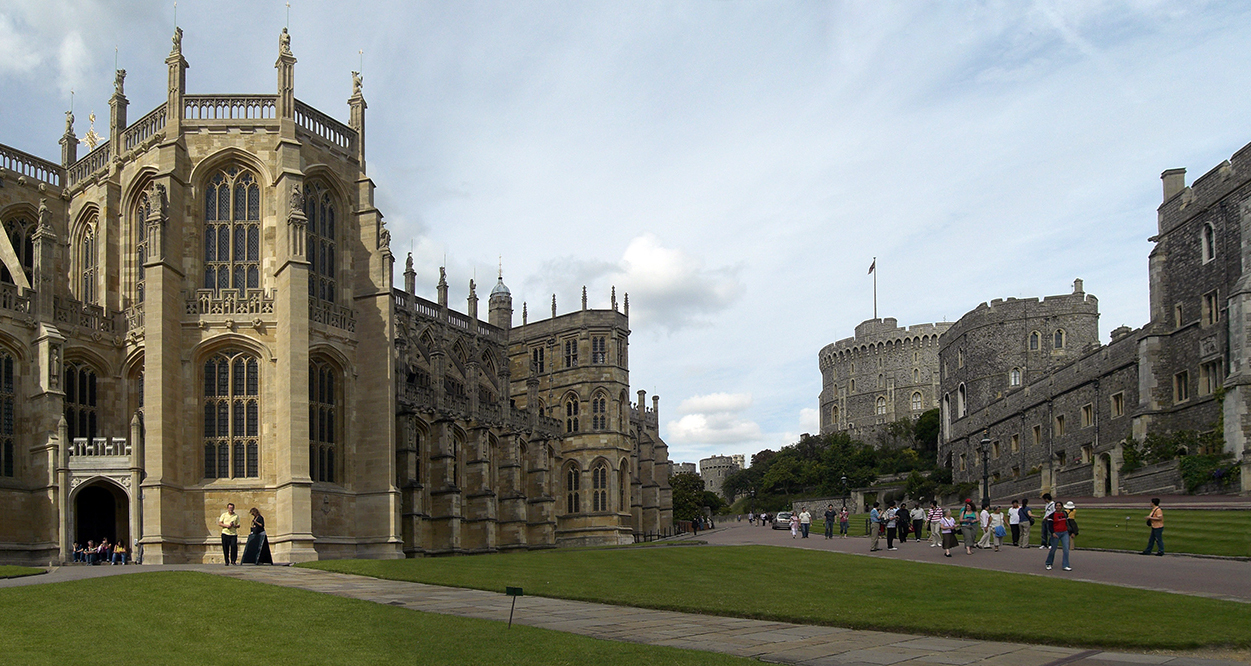
Нижня палата і Церква св. Джорджа
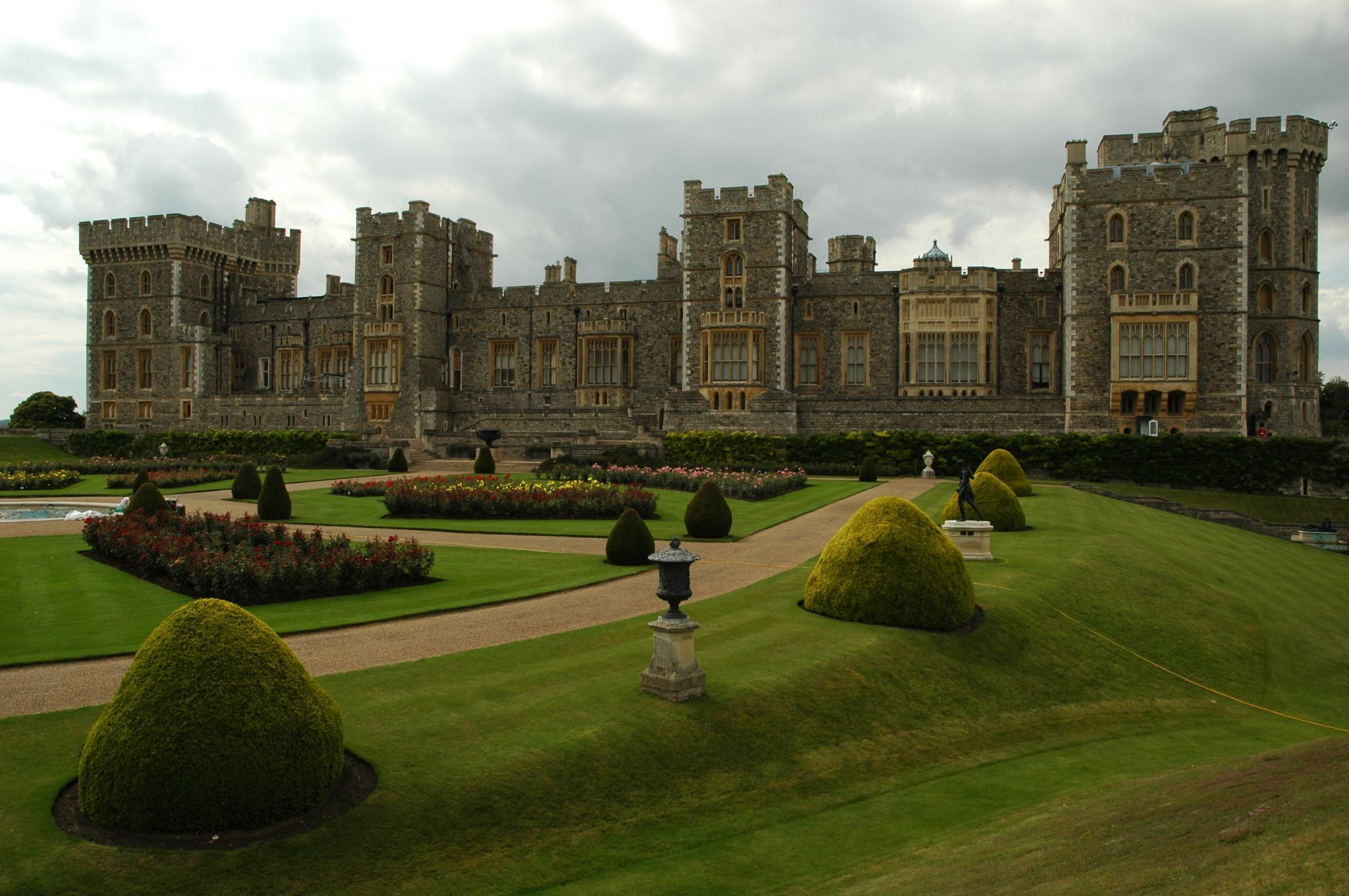
Віндзорський палац - східний бік
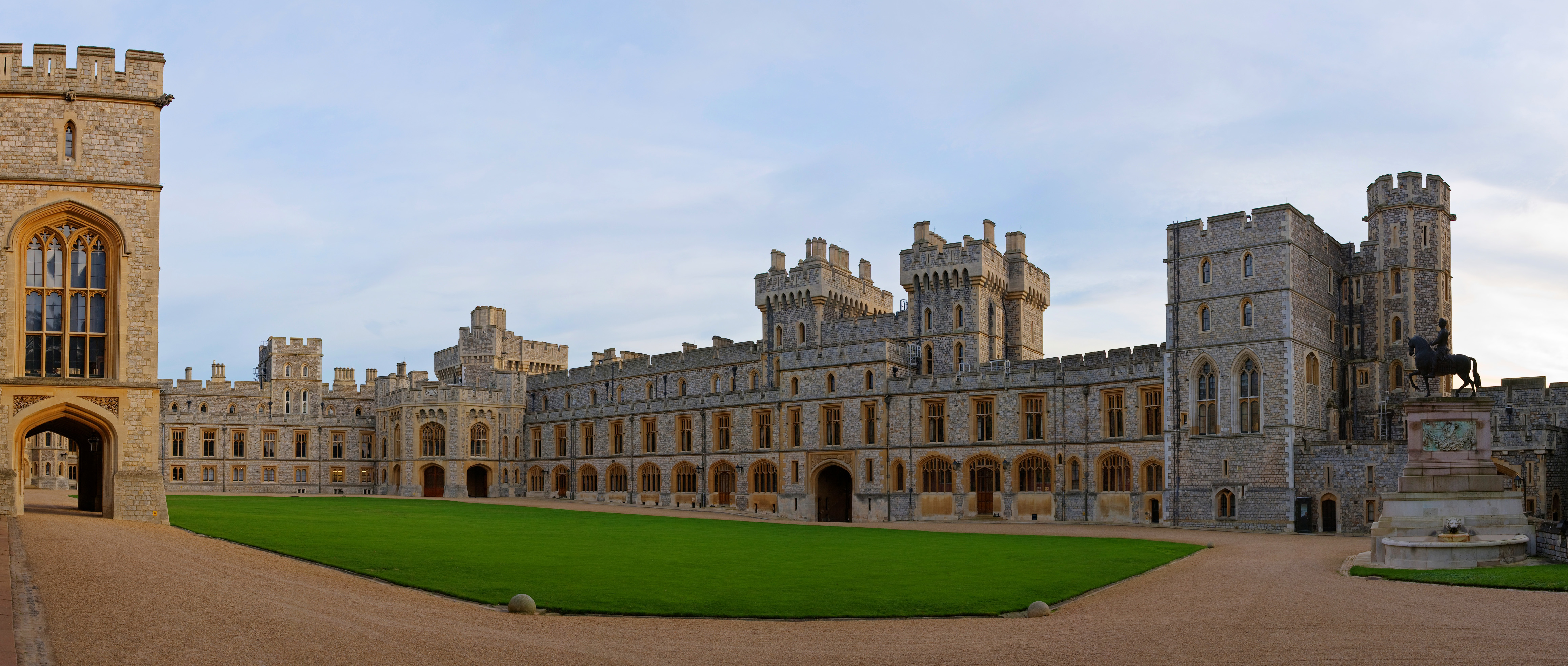
Верхня палата, чотирикутник